# Exocentrus misellomimus
Exocentrus misellomimus là một loài bọ cánh cứng trong họ Cerambycidae.